# جميلة الثمر الحميراء
جميلة الثمر الحميراء (الاسم العلمي:Callicarpa rubella) هي نوع من النباتات تتبع جنس جميلة الثمر من الفصيلة الشفوية.